# Diffusione dell'aikido in Europa
Con il galoppante progredire della diffusione dell'aikido in Europa, all'Aikikai Foundation iniziò a porsi il problema di come mantenere il controllo di tale sviluppo, non solo da un punto di vista squisitamente tecnico avocandosi la qualità di garante della genuinità della trasmissione dell'Arte, ma anche sotto il profilo strettamente politico, per non vedersi esclusa dai vertici di potere dei numerosi e vari gruppi nazionali di pratica aikidoistica che sempre più velocemente andavano a formarsi in Europa aggregandosi fra di loro in associazioni nazionali locali, talune delle quali erano comunque già destinate a restare indipendenti ed autonome dall'Aikikai Foundation, in quanto emanazioni di scuole e stili personali di maestri giapponesi di grado elevato ed allievi diretti di Ueshiba Morihei i quali, dopo la morte del Fondatore, nello stesso Giappone non si assoggettavano ormai più alla disciplina della politica gestionale ed organizzativa dell'Hombu Dojo Aikikai diretto dal secondo Doshu Kissomaru Ueshiba.

## La diffusione dell'aikido in Europa
I maestri giapponesi che per primi furono inviati ufficialmente dall'Aikikai Foundation per l'insegnamento e la diffusione dell'aikido in Europa, scegliendo inizialmente la Francia quale paese di partenza per la loro azione di divulgazione, forse attratti dall'importante consistenza numerica che aveva il Judo in quel paese europeo e pensando che l'ambiente judoistico si prestasse ottimamente a veicolare il messaggio aikidoistico, sottovalutarono il fatto che in Francia esisteva il diploma statale di "Professeur de Judo", con valore legale ai fini dell'insegnamento di quella disciplina e quindi in Francia esisteva già una mentalità consolidata orientata verso un percorso legale ben preciso e prefissato di sviluppo, di gestione ed organizzazione dell'attività judoistica e questa mentalità si sarebbe automaticamente estesa ad un'attività così similare al judo da prestarsi ad essere veicolata attraverso l'ambiente judoistico.

Questo fatto fece sì che il supposto vantaggio di poter utilizzare l'ambiente judoistico per introdurre e diffondere l'aikido in Francia, si ritorcesse in uno svantaggio che non sarà mai più colmato, nonostante i reiterati sforzi compiuti fino ad oggi (anno 2008) da ogni insegnante giapponese inviato dall'Aikikai Foundation in Europa e nonostante il maestro Tada Hiroshi si fosse reso conto della situazione ed abbia cercato in tutti i modi, ma inutilmente, di trasferire in Italia il polo aikidoistico europeo su cui fondare i presupposti che consentissero di esportare il successo del modello italiano nelle altre nazioni europee.
Da segnalare anche il successo personale raggiunto a livello locale nazionale dal M° Masamichi Noro in Francia, dapprima nel 1975 conseguendo per se stesso e per gli istruttori della sua scuola il diploma statale di abilitazione all'insegnamento in regola con le leggi francesi e successivamente nel 2001 il riconoscimento governativo della sua scuola personale, il Kinomichi Aikido.
Questi successi personali ed esclusivamente nazionali non sono stati in grado di soddisfare le ambizioni dell'Aikikai Foundation in Europa, miranti alla formazione di un'unica federazione europea sovranazionale posta sotto il proprio controllo, ma l'azione svolta a questo scopo dall'Aikikai Foundation non solo in Europa ma nel mondo intero, è stata indubbiamente funzionale al raggiungimento dei massimi livelli qualitativi della pratica aikidoistica all'estero, pari a quelli riscontrabili nel Giappone stesso.

### Istruttori giapponesi giungono in Europa
| Anno | Nome               | Nazione              | attività svolta |
| ---- | ------------------ | -------------------- | --- |
| 1951 | Minoru Mochizuki   | Francia              | Presenta l'aikido ai judoisti francesi ed in varie località d'Europa, in modo itinerante e non ufficiale |
| 1952 | Tadashi Abe        | Francia              | "Inviato ufficiale" dell'Hombu Dojo Aikikai per la diffusione dell'aikido in Europa. Presenta l'aikido in vari paesi d'Europa, anche in Italia. |
| 1959 | Haru Onoda         | Italia               | Valente scultrice giapponese, presenta l'aikido in modo itinerante, non ufficiale, principalmente a Roma ed occasionalmente anche in altre località italiane, fra cui Torino. |
| 1961 | Masamichi Noro     | Francia              | Sostituisce Tadashi Abe nella qualità di "inviato ufficiale" per l'Europa (con ampliamento del mandato per l'Africa) |
| 1961 | Mutsuro Nakazono   | Francia              | "Inviato ufficiale" dell'Hombu Dojo Aikikai per la diffusione dell'aikido in Europa, presenta l'aikido in varie località di Francia e d'Europa. |
| 1964 | Hirokazu Kobayashi | Europa               | Il 28.04.1964 ottiene il mandato dall'Aikikai, firmato da Morihei Ueshiba, Kenji Tomita (a quel tempo presidente Aikikai) e Kisshomaru Ueshiba per la diffusione dell'Aikido in Europa. Molti aikido-ka vengono affascinati dalla tecnica di Kobayashi-shihan e iniziano a seguirlo per tutta l'Europa per conoscere, comprendere e provare. Si viene a formare così un gruppo di allievi ispirati alla sua scuola e le richieste dei suoi insegnamenti aumentano ogni giorno. Dal 1980 al 1985 il maestro Kobayashi intraprende annualmente due giri europei: quello invernale (Febbraio/Aprile) e quello estivo (Giugno/Agosto). Fino al 1998 (anno della sua morte) condurrà il ciclo di stage estivi. |
| 1964 | Hiroshi Tada       | Italia               | Sostituisce Masamichi Noro nella qualità di "Inviato ufficiale" dell'Hombu Dojo Aikikai per la diffusione dell'aikido in Europa (senza mandato per l'Africa). Introduce in Italia una solida organizzazione della pratica dell'aikido fondando nel 1970 l'Aikikai d'Italia. Nel 1973, ritenendo conclusa la sua missione in Italia, fa ritorno in Giappone rientrando nei ranghi degli istruttori ufficiali dell'Hombu Dojo Aikikai, ai vertici della gerarchia didattica giapponese. Da tale data mantiene in Europa solamente più un ruolo di supervisore tecnico, svolgendo ogni anno degli stages estivi di aggiornamento in Italia ed Europa. In data agosto 2008 Tada Hiroshi risulta essere il Direttore Didattico dell'Aikikai d'Italia, Presidente del Consiglio Tecnico Superiore della I.A.F., titolare del 9º dan, attualmente (anno 2008) il grado aikidoistico più elevato fra gli istruttori ufficiali viventi dell'Hombu Dojo Aikikai. |
| 1964 | Nobuyoshi Tamura   | Francia              | Presenta l'aikido in varie località di Francia ed Europa e nel 1974 assume il ruolo ufficiale di "Delegato generale" per l'Europa dell'Hombu Dojo dell'Aikikai di Tokyo sostituendo Tada Hiroshi in Europa nelle incombenze dell'erigenda I.A.F. In data agosto 2008 Nobuyoshi Tamura risulta essere un membro del Consiglio Tecnico Superiore della I.A.F. Il 9 luglio 2010 muore di cancro in Francia. |
| 1964 | Motokage Kawamukai | Italia               | Presenta l'aikido in modo itinerante, non ufficiale, principalmente a Milano, Mantova, Torino ed occasionalmente anche in altre località italiane. |
| 1965 | Masatomi Ikeda     | Italia               | Arriva in Italia su esplicita richiesta del suo maestro Tada Hiroshi, di cui è stato allievo in Giappone negli anni 1960-1964. Insegna stabilmente a Napoli e Salerno ed è di supporto a Tada Hiroshi nei principali stage svolti in Italia. Nel 1970 lascia l'Italia e dopo un periodo di insegnamento itinerante in Svizzera e nel Nord Europa, ritorna in Giappone. |
| 1966 | Katsuaki Asai      | Germania             | "Inviato ufficiale" dell'Hombu Dojo Aikikai per la diffusione dell'aikido in Germania |
| 1966 | Kazuo Chiba        | Inghilterra          | "Inviato ufficiale" dell'Hombu Dojo Aikikai per la diffusione dell'aikido in Inghilterra. Promuove la costituzione della "Aikikai of Great Britain" |
| 1966 | Toshikazu Ichimura | Svezia e Scandinavia | "Inviato ufficiale" dell'Hombu Dojo Aikikai per la diffusione dell'aikido in Svezia. Presenta l'aikido in varie località della Scandinavia e del Nord Europa. |
| 1967 | Toshio Nemoto      | Italia               | Arriva in Italia su esplicita richiesta del suo maestro Tada Hiroshi, di cui è stato allievo in Giappone. Si insedia a Torino dove insegna stabilmente al Judo Kodokan Club nella palestra dello stadio comunale di Via Filadelfia 88 e svolge un ruolo di supporto a Tada Hiroshi nei principali stage svolti in Italia. Nel 1970 ritorna definitivamente in Giappone. |
| 1967 | Yasunari Kitaura   | Spagna               | "Inviato ufficiale" dell'Hombu Dojo Aikikai per la diffusione dell'aikido in Spagna. Presenta l'aikido in varie località. |
| 1969 | Takeji Tomita      | Svezia e Scandinavia | Allievo di Shoji Nishio dal 1962, nel 1968 uchideshi all'Iwama Dojo presso Morihiro Saito, dal 1969 "Inviato ufficiale" dell'Hombu Dojo Aikikai per la diffusione dell'aikido in Svezia. Presenta l'aikido in varie località della Scandinavia e del Nord Europa. |
| 1977 | Masatomi Ikeda     | Svizzera             | "Inviato ufficiale" dell'Hombu Dojo Aikikai per la diffusione dell'aikido in Svizzera. |

Fino alla fine degli anni '60, erano ancora pochi gli istruttori giapponesi giunti in Europa e spesso erano quasi sempre già completamente assorbiti dalle normali incombenze d'insegnamento presso le loro sedi locali europee e non riuscivano pertanto a soddisfare le richieste che arrivavano sempre più numerose dai vari paesi europei dell'epoca.

Alcuni europei decisero quindi di recarsi personalmente all'Hombu Dojo Aikikai del Giappone per apprendere l'aikido ed essere in grado, al loro rientro in patria, di farsi promotori essi stessi della diffusione dell'aikido nel loro paese.
 In altri casi i pionieri dell'aikido europeo furono persone che per motivi personali o di lavoro, in quegli anni trascorsero significativi periodi di tempo in Giappone e quindi ebbero modo di apprendere l'aikido direttamente alla fonte, dal Fondatore stesso o, dopo la sua morte, da suoi allievi diretti.

### Pionieri europei si recano in Giappone ad apprendere l'aikido
| Anno          | Nome                   | Nazionalità | Note |
| ------------- | ---------------------- | ----------- | --- |
| 1942          | Salvatore Mergè        | Italia      | Fu il primo sotodeshi europeo allievo diretto del Fondatore, Ueshiba Morihei. Rientrato in Italia nel 1946 presentò l'aikido in diverse località ed a Roma in particolare |
| 1955          | André Nocquet          | Francia     | Fu il primo uchideshi europeo allievo diretto del Fondatore, Ueshiba Morihei. Al suo ritorno dal Giappone, si prodiga incessantemente con grande zelo nell'affiancare dapprima Tadashi Abe e poi Masamichi Noro nell'opera d'insegnamento e di diffusione dell'aikido in Francia. Con l'arrivo di Nobuyoshi Tamura in Francia quale inviato ufficiale dell'Aikikai So Hombu, Nocquet con numerosi dojo ed aikidoisti francesi aderisce alla F.F.J.D.A. (Federation Francaise de judo et disciplines associées). In tale anno viene estromesso dall'Aikikai So Hombu. Da tale data André Nocquet proseguì in modo indipendente ed autonomo la sua opera d'insegnamento e di diffusione dell'aikido in Francia ed insieme al gruppo di praticanti di cui è stato guida, si è avvicendato nelle maggiori aggregazioni aikidoistiche francesi seguendone gli sviluppi nazionali. Il M° Nocquet è morto nel 1999. |
| fine anni '50 | Mickey Schaaning       | Svizzera    | Pratica all'Hombu Dojo Aikikai e si prodiga per la diffusione dell'aikido in Svizzera mantenendo stretti legami con l'Aikikai Foundation. |
| 1960          | Freddy Jacot-Descombes | Svizzera    | Pratica all'Hombu Dojo Aikikai e si prodiga per la diffusione dell'aikido in Svizzera. Fondatore della Zurich Aikikai ed Aikikai Switzerland. |
| 1969          | Christian Tissier      | Francia     | Pratica all'Hombu Dojo Aikikai sotto la guida dei maestri Mitsugi Saotome, Seigo Yamaguchi e Kisshomaru Ueshiba. Rientra in Francia nel 1976 ed attualmente (anno 2008) detiene il grado di Shihan 7° dan Aikikai So Hombu. |

### Associazioni e federazioni europee d'aikido
Se da un lato la diffusione dell'aikido in Europa è stata e continua ad essere tutt'oggi (anno 2008) crescente ed inarrestabile, dall'altro lato la modalità dello sviluppo della pratica aikidoistica non fa altro che confermare la propria intrinseca natura di "Arte" non assoggettabile a cristallizzazioni didattiche ed ancor meno organizzative e gestionali, rivelandosi un vero e proprio patrimonio di tutta l'umanità, senza frontiere linguistiche e culturali, libero di essere interpretato secondo il l'intimo e profondo sentire esistenziale di ciascun praticante nel porre in comunione il proprio Sé individuale con il Sé universale.
La proliferazione delle innumerevoli organizzazioni aikidoistiche in Europa e nel mondo, testimonia quindi chiaramente questa vocazione dell'aikido ad essere un valido strumento di espressione di libertà e di creatività artistica: in questa frammentazione di associazioni e federazioni alcune sono state storicamente determinanti e di esse è opportuno fare specifica menzione.

#### Anno 1962: A.C.E.A. (Association culturelle européenne d'Aikido) in Francia
Da parte degli istruttori giapponesi "inviati ufficiali dell'Hombu Dojo Aikikai" in Francia, fu costante nel tempo l'intento di operare in modo tale che, a partire da quella nazione, si arrivasse ad erigere una federazione aikidoistica europea sotto lo stretto controllo dell'Aikikai Foundation.
- Già fin dal 1960, con il ritorno in Giappone del maestro Tadashi Abe (vedi tabella), quest'aspirazione iniziò a concretizzarsi attraverso iniziative legali di costituzione di regolari associazioni e/o federazioni e proprio in quell'anno nasce a Nizza l'associazione "A.C.E.A." (Association culturelle européenne d'Aïkido) anche denominata "C.E.A." (Centre européenne Aikikai So Hombu).
Il 5 ottobre 1962 l'associazione si fregia del riconoscimento ufficiale dell'Aikikai So Hombu che la dichiara unico centro europeo dell'aikido ed il 23 agosto 1973 l'Aikikai So Hombu trasmette e certifica ufficialmente all'ACEA la lista degli unici maestri giapponesi autorizzati in Europa a divulgare ed insegnare la disciplina dell'aikido.[4] Questa lista comprendeva, alla data del 23 agosto 1973, i seguenti maestri giapponesi nel seguente ordine: Hiroshi Tada (Italia), Nobuyoshi Tamura (Francia), Mutsuro Nakazono (Francia), Masamichi Noro (Francia), Kazuo Chiba (Inghilterra), Katsuaki Asai (Germania), Yasunari Kitaura (Spagna), Toshikazu Ichimura (Scandinavia), Takeji Tomita (Scandinavia), Yoji Fujimoto (Italia). Erano anche elencati, nell'ordine, i seguenti istruttori giapponesi con la qualità di "assistenti": Masando Sasaki, Tokimitsu Ishizawa, Motokage Kawamukai.
Contestualmente il maestro Nobuyoshi Tamura fu degignato a ricoprire le funzioni di Delegato Generale e da parte dell'Aikikai foundation si precisò che la scuola "Yoseikan" diretta dal maestro Minoru Mochizuki non aveva alcun legame con l'Aikikai So Hombu e che il maestro Hirokazu Kobayashi, pur facente parte degli insegnanti aderenti all'Aikikai Foundation, non era autorizzato ad agire per conto dell'Aikikai So Hombu durante le sue permanenze in Europa e che a tale proposito egli agiva di sua iniziativa personale.
- Fu una svolta epocale nei rapporti fra l'Aikikai Foundation e l'Europa, in quanto con questa iniziativa legale per la prima volta si normava in modo rigido e minuzioso l'attività aikidoistica in Francia ed in Europa sotto lo stretto controllo dell'Ente giapponese.
- Il 23 marzo 1977 l'A.C.E.A. cambia la sua denominazione in F.E.A. (Fédération Européenne d'Aikido) anche denominata in lingua inglese E.A.F (European Aikido Federation).

#### Anno 1962: A.C.F.A. (Association Culturelle Francaise d'Aikido) in Francia
- Nell'anno 1962 il Sig. Pierre Chassang, allievo del maestro Masamichi Noro, fonda a sostegno del maestro nella sua opera di diffusione ed insegnamento dell'aikido in Europa, l'associazione "A.C.F.A.", indipendente dall'A.C.E.A. e dalle altre associazioni francesi.
- Nel 1967 l'A.C.F.A. viene sostituita dalla Association Institut Masamichi Noro.
- Nel 1975 il maestro Masamichi Noro ottiene per se stesso e per gli istruttori suoi allievi, il "Brevet d'Etat de Professeur de Judo et méthodes de combat assimilées - option Aïkido", diploma con valore legale che permetterà a lui ed alle persone da lui designate di insegnare l'aikido in Francia conformemente alla legge francese.
- Nel 1978 il maestro Masamichi Noro codifica la propria scuola ed il suo stile personale: il Kinomichi Aikido.
- Nel 1983 fonda il "Centre Masamichi Noro" a Parigi, in Rue Logelbach (Paris 17e), che nel 1991 si trasforma in "Centre International Noro Kinomichi" con sede al Dojo de la Fontaine, Bd. de Strasbourg (Paris 10e).
- Nel 2001 il Ministero dello Sport del Governo francese riconosce al Kinomichi Aikido la valenza di disciplina sportiva.
Nasce la "K.I.I.A." (Kinomichi International Instructors Association), associazione francese che raggruppa gli insegnanti in possesso dell'autorizzazione di legge necessaria per insegnare legalmente il Kinomichi Aikido in Francia.
La "K.I.I.A." si affilia alla "F.F.A.A.A., 11 rue Jules Valés (Paris 11e), in qualità di disciplina affine.

#### Anno 1975: F.E.A. (Fédération Européenne d'Aikido) in Francia
- Il 12 ottobre 1975 il Doshu Kisshomaru Ueshiba si reca in visita alla Francia accompagnato dal M° Nobuyoshi Tamura che in quegli anni riveste il ruolo ufficiale di Delegato Generale dell'Hombu Dojo dell'Aikikai per l'Europa, ai fini di attendere alle incombenze richieste dall'erigenda F.E.A. (Fédération Européenne d'Aikido) anche denominata in lingua inglese E.A.F (European Aikido Federation) in seno alla più ampia organizzazione internazionale denominata I.A.F. (International Aikido Federation). La decisione di dare avvio alla costituzione di entrambe le federazioni era già stata deliberata nel 1974 in Giappone dall'Aikikai Foundation. Nel novembre del 1975 ne avviene la regolare formalizzazione a Parigi.
- Nel 1976 a Madrid si tiene un congresso congiunto di F.E.A. e I.A.F. in cui si gettano le basi statutarie e si fissano gli obiettivi delle rispettive federazioni. La cintura nera italiana Giorgio Veneri è delegato dalla Aikikai d'Italia a rappresentarla in seno ad entrambe le federazioni.
- Nel 1978 viene eletto Presidente della F.E.A./E.A.F la cintura nera italiana Giorgio Veneri.
- Nel decennio 1980/1990 la F.E.A./E.A.F sostiene una campagna di promozione e diffusione dell'aikido nei paesi europei in cui non è ancora conosciuto od appena agli albori. Stanzia i finanziamenti necessari all'organizzazione di corsi di aikido in Cecoslovacchia, Polonia, Ungheria, Bulgaria, Romania, Estonia, Turchia, Russia, delegando Giorgio Veneri per tale incombenza. A tutt'oggi (anno 2008) in quei paesi si è formata una robusta rete di organizzazioni nazionali ma non tutte sono sotto il diretto controllo della F.E.A./E.A.F.
- La federazione europea, voluta fortemente e tenacemente da Nobuyoshi Tamura quale obiettivo prioritario della sua permanenza in Europa, con il trascorrere dei decenni di fatto ha finito per perdere molta della sua iniziale importanza strategica, la quale è passata man mano sempre di più alla I.A.F. (International Aikido Federation) dove ha finito per convergere l'obiettivo primario dell'Aikikai Foundation non solo sotto il profilo tecnico e didattico, ma anche in relazione alla gestione ed all'organizzazione della pratica aikidoistica in Europa. La federazione europea non è però scomparsa del tutto, ma ha conservato su scala europea un gruppo di affiliati maggiormente legati al maestro Tamura e desiderosi di conservare con lui un rapporto privilegiato. Il M° Tamura è il direttore tecnico della federazione fin dalla sua fondazione.
Attualmente (anno 2008) sono affiliati alla F.E.A./E.A.F.[5]

| Nazione           | Federazione affiliata                                                 |
| ----------------- | --------------------------------------------------------------------- |
| Germania          | F.D.A.V. - Freie Deutsche Aikido Vereinigung e.V.                     |
| Austria           | Ö.A.V. - Österreichischer Aikidoverband                               |
| Belgio            | V.A.V. - Vlaamse Aïkido Vereniging                                    |
| Belgio            | UBeA - Union Belge d'Aïkido                                           |
| Belgio            | D.A.B.B.                                                              |
| Spagna            | AETAIKI - Aïkikaï Espagnol - Association Espagnole Technique d'Aïkido |
| Francia           | F.F.A.B. - Fédération Française d'Aïkido et de Budo                   |
| Lussemburgo       | F.L.A.M. - Federation Luxembourgeoise des Arts Martiaux               |
| Monaco            | A.S.M. - A.S.M. Aïkido                                                |
| Paesi Bassi       | J.B.N. - Judo Bond Nederland                                          |
| Portogallo        | F.P.A. - Fédération Portuguaise d'Aïkido                              |
| Portogallo        | A.K.P. - Associação Desportiva Aikikai de Portugal                    |
| Serbia Montenegro | Y.A.C. - Y.A.C. Serbie & Montenegro                                   |
| Slovacchia        | F.A.Slv. - Fédération Aïkido Slovaquia                                |
| Svizzera          | FSA-SAF - Fédération Suisse d'Aikido                                  |

#### Anno 1982: "3aKH" (Académie Autonome d'Aikido Kobayashi) in Francia
Nell'anno 1982 nasce in Francia l'associazione "3aKH" (Académie Autonome d'Aikido Kobayashi) fondata dall'aikidoista francese André Cognard, allievo del maestro Hirokazu Kobayashi, su indicazione di quest'ultimo, al fine d'insegnare e diffondere in Europa la scuola e lo stile del Kobayashi Aikido.
Quest'associazione si costituisce in piena indipendenza ed autonomia dall'Aikikai Foundation.

#### Anno 1991: Traditional Aikido Iwama Style in Inghilterra
Lo stile Takemusu Aiki Iwama Ryu era stato introdotto in Inghilterra già fin dal 1983 quando la cintura nera inglese Tony Sargeant, che allora seguiva l'insegnamento dell'Institute of Aikido di Londra, di ritorno da uno stage in Nuova Zelanda tenuto nel febbraio di quell'anno dal M° Morihiro Saito, decise di abbracciare questo stile di aikido e di dedicarsi alla sua diffusione in Inghilterra.

Successivamente la prima associazione europea di origine anglosassone che raccolse l'insegnamento del M° Morihiro Saito, fu la Traditional Aikido Iwama Style fondata nel 1991 da Tony Sargeant e Paul McGlone, che inizialmente si sviluppò principalmente nell'Inghilterra, nella Scozia e nel Galles.
Nel 1994 l'organizzazione cambiò la sua denominazione in Traditional Aikido Iwama Ryu GB, ricevendo il riconoscimento ufficiale del M° Morihiro Saito.
Negli anni seguenti l'associazione estese la sua azione di proselitismo anche fuori dalla Gran Bretagna, in Grecia ed in Russia.
Nell'anno 2007 cambiò la denominazione in Takemusu Iwama Aikido Europe.